# Henri Lavorel
Henri-Albert-Sylvestre Lavorel (Annecy, 5 de julho de 1914 - Versailles, 7 de janeiro de 1955) foi um cineastas, roteirista e produtor de cinema francês.
Foi casado de 1946 a 1949, com a atriz britânica Madeleine Carroll.
Morreu em um acidente de carro.

## Filmografia

### Como diretor
- 1951: Le voyage en Amérique
- 1953: C'est arrivé à Paris

### Como roteirista
- 1951: Le voyage en Amérique

### Como produtor
- 1951: Le voyage en Amérique
- 1953: Les intrigantes d'Henri Decoin
- 1953: C'est arrivé à Paris